# Castell de Peníscola
El castell de Peníscola, també anomenat castell del Papa Luna, és una fortalesa d'origen templer al punt més elevat del penyal de Peníscola (Baix Maestrat, País Valencià), sobre el qual s'assenta la localitat homònima, que envolta el castell.

## Història
L'espai que ocupa l'actual fortalesa correspon a l'anterior castell o alcassaba andalusina, que probablement ja havia estat construïda sobre fortificacions anteriors. La fama d'inexpugnable d'aquest castell quedà confirmada amb el fracàs de Jaume I davant dels seus murs durant el setge de Peníscola (1225). Durant la conquesta de València, Jaume I simplement evità la fortalesa, que se li acabà rendint amb un pacte de capitulació el 1233.

### Castell templer

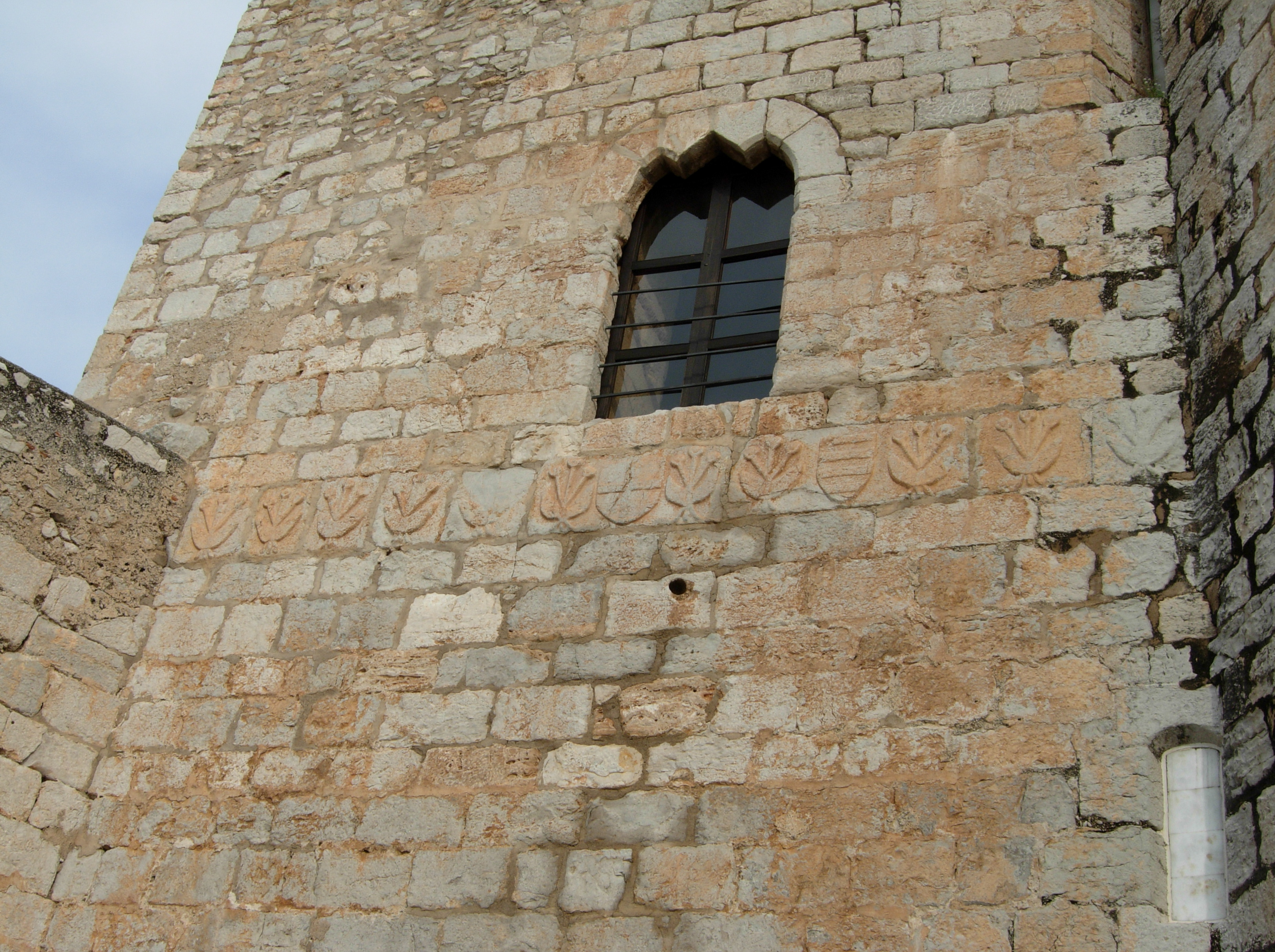
Escuts del Temple, de Berenguer de Cardona i d'Arnau de Banyuls sobre la porta d'entrada

El castell de Peníscola respon a un model de fortalesa convent creat a Terra Santa i difós als països de l'antiga corona d'Aragó per l'orde del Temple, que ja l'havia assajat al castell de Miravet a mitjan segle xii. El 1294, el mestre de l'orde del Temple a la corona d'Aragó, Berenguer de Cardona, arribà a un acord amb Jaume II, pel qual cedia a la corona la vila de Tortosa i el seu terme a canvi d'alguns castells al nord del Regne de València, entre els quals el de Peníscola, amb el seu extens districte (que comprenia Benicarló i Vinaròs). El Temple en feu seu d'una destacada comanda i hi inicià immediatament la construcció d'un castell que substituís l'alcassaba andalusina, aplicant-hi les millors tècniques d'arquitectura militar del moment. El nou castell estava concebut per reforçar les defenses naturals del penyal, d'un alt valor estratègic, dotat d'una deu d'aigua potable i que en l'època, quan en dies de tempesta el mar envaïa el tómbol, arribava a esdevenir una illa.
El comanador templer de Peníscola, Arnau de Banyuls, amb la implicació directa del mateix Berenguer de Cardona ―prova fefaent de la importància donada pel Temple a la seva nova adquisició―, promogué les obres de fortificació, que ja estaven molt avançades quan, el 1307, l'orde fou suprimit i Jaume II posà els seus béns en mans d'administradors reials.
El 1319, Peníscola i el seu castell s'incorporaren, com totes les possessions dels templers al Regne de València, al nou orde de Montesa, creat el 1317, sota el domini del qual l'obra de la fortalesa fou pràcticament acabada. Peníscola i el seu terme (amb Benicarló i Vinaròs fins a 1359) constituïen la més important de les comandes de l'orde després de la comanda major, de la qual depenia directament. Al seu front, hi havia un cavaller, que dirigia una petita guarnició. El 1329, fou fundat al castell de Peníscola el priorat de Sant Jaume de l'orde de Montesa.

### Residència papal

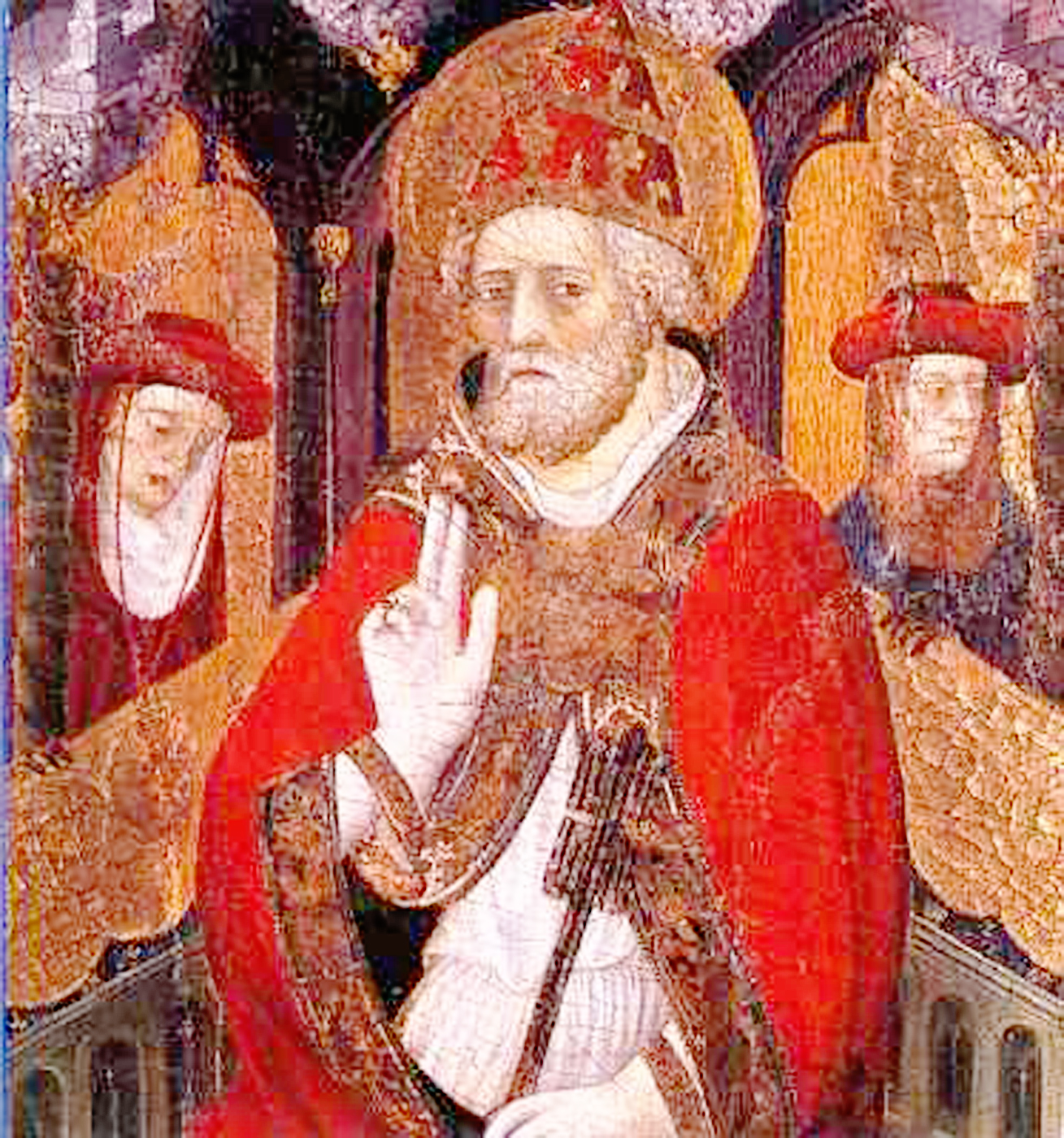
Benet XIII representat com sant Pere en un retaule del s.

Però fou en els primers decennis del segle xv que el castell de Peníscola acollí el seu hoste més cèlebre i el que li ha donat més fama, que convertí aquest petit enclavament de la costa valenciana en una de les seus pontifícies de la cristiandat occidental durant prop de vint anys. Durant el cisma d'Occident, quan Benet XIII (l'aragonès Pero Martines de Luna, conegut com el papa Luna) fou forçat a abandonar Avinyó, va viure en diferents localitats de la corona d'Aragó fins que va rebre Peníscola i el seu castell de l'orde de Montesa, i la tardor de 1411 s'hi instal·là definitivament amb la seva petita cort. El castell, sota la protecció de Montesa, li oferia provisionalment una suficient seguretat i una situació geogràfica que feia sempre possible la ruta marítima cap a Roma. Benet XIII romangué en aquest refugi fins a la seva mort, el 1423, defensant tossudament la seva primacia espiritual, que després de ser deposat i excomunicat pel concili de Constança (1414) ja només era reconeguda per algunes diòcesis franceses i castellanes.
La nova seu pontifícia va atraure gran nombre d'artistes i artesans que treballaren per donar-li la magnificència adequada. Durant aquest període, el castell fou reformat, amb la construcció, a la planta noble, d'un palau residencial per al pontífex, que contingué una important biblioteca, les restes de la qual es conserven actualment sobretot a la Vaticana i a la Nacional de París. També es deu a Benet XIII el portal de Sant Pere (1414), al sector sud de les muralles del poble (l'únic sector medieval que se'n conserva), llavors arran de mar i concebut com un embarcador per al papa ―del qual llueix l'escut d'armes― i que funcionà com a tal fins al segle xviii, en què fou cegat per raons militars.
A la mort de Benet XIII, i seguint-ne les instruccions, els cardenals de la seva cort escolliren per successor Climent VIII, que hi romangué fins que abdicà, el 1429, posant fi així al cisma. La població i el castell foren cedits a la corona, que el 1441 els reintegrà a l'orde de Montesa a canvi de 150.000 sous, fins que el 1488 passaren definitivament al domini reial.

### Fidelíssim

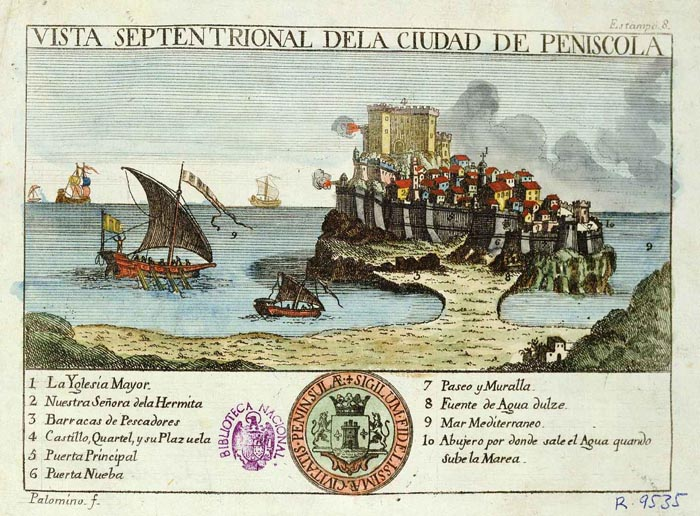
Gravat de lAtlante español de Bernat Espinalt (1786)

Durant les Germanies (1519-1521), el virrei de València, Diego Hurtado de Mendoza, i les forces reialistes es refugiaren a Peníscola. Per aquest fet, el virrei li concedí el títol de Fidelíssima (1522) i atorgà el perdó als agermanats locals en nom de Carles I (1525).
Durant el segle xvi, la corona endegà la modernització de les muralles de Peníscola per fer-les aptes per al combat d'artilleria i reforçar així la inexpugnabilitat del castell i la localitat davant dels creixents atacs dels pirates barbarescs. Felip II encarregà el projecte a l'enginyer militar italià al seu servei, Giovanni Battista Antonelli. Aquestes imponents muralles, acabades el 1578, protegeixen el poble pel costat del tómbol, l'únic accessible del penyal.
Entre 1705 i 1707, durant la Guerra de Successió, Peníscola es mantingué fidel a Felip V. Els filipistes valencians es refugiaren rere les seves fortificacions i aconseguiren rebutjar el duríssim atac de les forces de l'Arxiduc. Aquesta actuació li valgué el títol de Molt Noble, Molt Lleial i Fidelíssima Ciutat i l'addició de dues flors de lis a l'escut, entre altres privilegis. En acció de gràcies, el comandant de la plaça feu construir entre 1708 i 1714 l'actual edifici del santuari de la M. de D. de l'Ermitana, adossat a la torre N del castell que, al nivell superior, és ocupada per la capella dels templers.
El 1812, durant la Guerra del Francès, Peníscola fou ocupada pels francesos, que van haver d'abandonar-la el 1814 després d'un violent bombardeig naval espanyol que arrasà pràcticament totes les cases del poble i destruí una part del castell. Acabades les guerres carlines, i amb l'aparició de noves armes de foc molt més potents, el castell i la vila fortificada van perdre tota la importància militar i l'exèrcit espanyol desocupà la plaça el 1890.

## Estructura

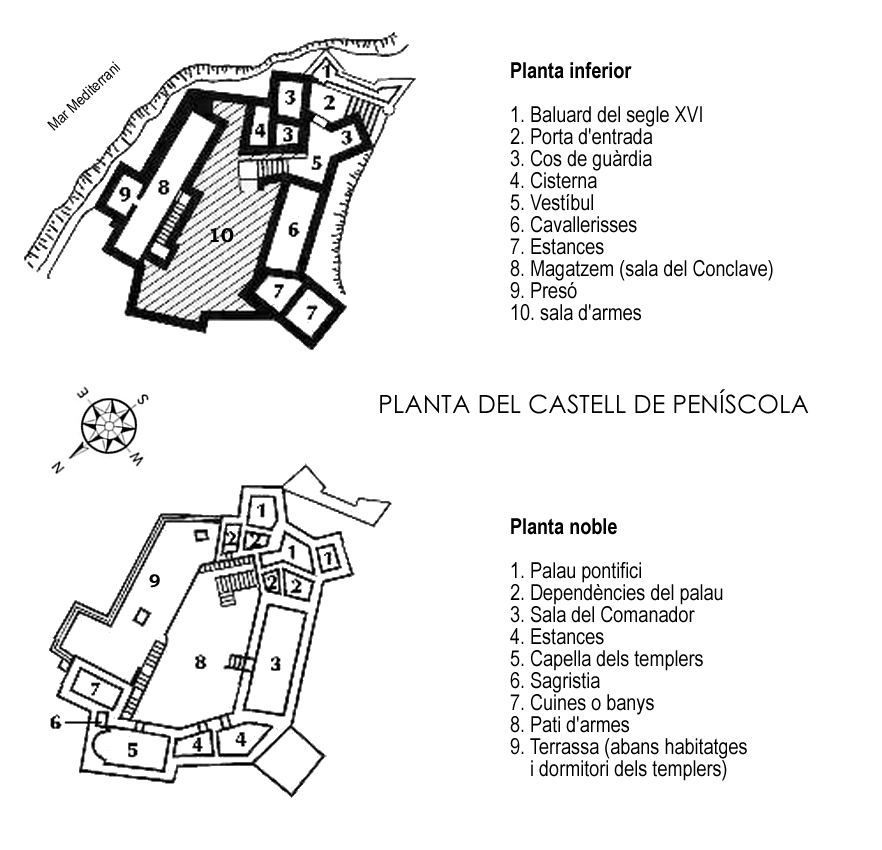
Planta del castell de Peníscola

El castell de Peníscola té planta heptagonal, inscrita en un quadrat imperfecte per l'E, i reforçada amb torres quadrangulars en cinc dels seus costats, més amples i fortes les que donen al N. Està construït en un estil romànic de transició, amb els espais coberts amb volta de canó sovint lleugerament apuntada, i amb carreus molt ben tallats. La porta d'accés està situada al S, entre dues torres; sobre la porta, hi ha un fris amb els escuts heràldics de l'orde del Temple i dels seus dirigents que n'iniciaren la construcció (que es repeteix sobre la porta de la capella). Davant la porta original del castell, hi ha un petit baluard construït en el segle xvi.
El conjunt interior està repartit en dues plantes. La planta inferior té diferents estances d'ús militar distribuïdes al voltant d'un espai central cobert (el pati d'armes és al pis superior): dependències per al cos de guàrdia, cisterna, cavallerisses, celler, habitacles, magatzem (conegut com a sala del Conclave), presó i sala d'armes. La planta noble, modificada en temps del papa Luna per convertir el conjunt en un castell palau residencial, conté el palau pontifici, la sala dita del Comanador, la capella dels templers i les cuines o banys, construccions arrenglerades al nord i a l'oest dels murs de la fortalesa i al voltant d'un ampli pati d'armes que, actualment, s'obre cap a l'est amb una gran terrassa per haver desaparegut els antics habitatges i dormitori dels templers, com a conseqüència dels bombardeigs efectuats des del mar. El palau pontifici pròpiament dit està situat a l'extrem SO del pati i conserva diferents estances, entre les quals la que suposadament allotjà l'estudi o biblioteca papal, sobre la porta de la qual hi ha l'escut del pontífex. Al pati, vora la sala del Comanador i la capella, hi havia hagut una galeria coberta, segurament de fusta, de la qual només resten els permòdols de les bigues en els murs. A l'exterior del mur oriental, una escala tallada a la roca del penyal permetia embarcar i desembarcar. Hi ha un ric llegendari sobre la residència papal i aquesta escala.

## Situació actual
Pertany al patrimoni de l'estat, que el declarà Monument Historicoartístic Nacional i Bé d'Interés Cultural el 1931. Des de 1957, és administrat per la Diputació Provincial de Castelló, que l'ha restaurat i netejat, eliminant les construccions que hi havien estat afegides en èpoques més recents i reconstruint els merlets de la terrassa superior. Es conserva en molt bon estat, fins al punt de constituir un dels millors exemples supervivents d'arquitectura militar medieval al País Valencià i el castell templer més ben conservat dels territoris de parla catalana i, sens dubte, un dels més ben conservats d'Occident. Es destina a usos turístics i culturals.
El 2007, es va col·locar una estàtua de bronze de l'escultor Sergio Blanco, que representa Benet XIII presidint l'entrada al monument, i un any més tard, el 2008, el castell de Peníscola va ser un dels finalistes de les «Set Meravelles Valencianes» en la branca de conjunts historicoartístics.
Actualment, és el segon monument històric més visitat de l'estat espanyol, amb una xifra mitjana de visitants propera a les 300.000 persones.

## Galeria d'imatges

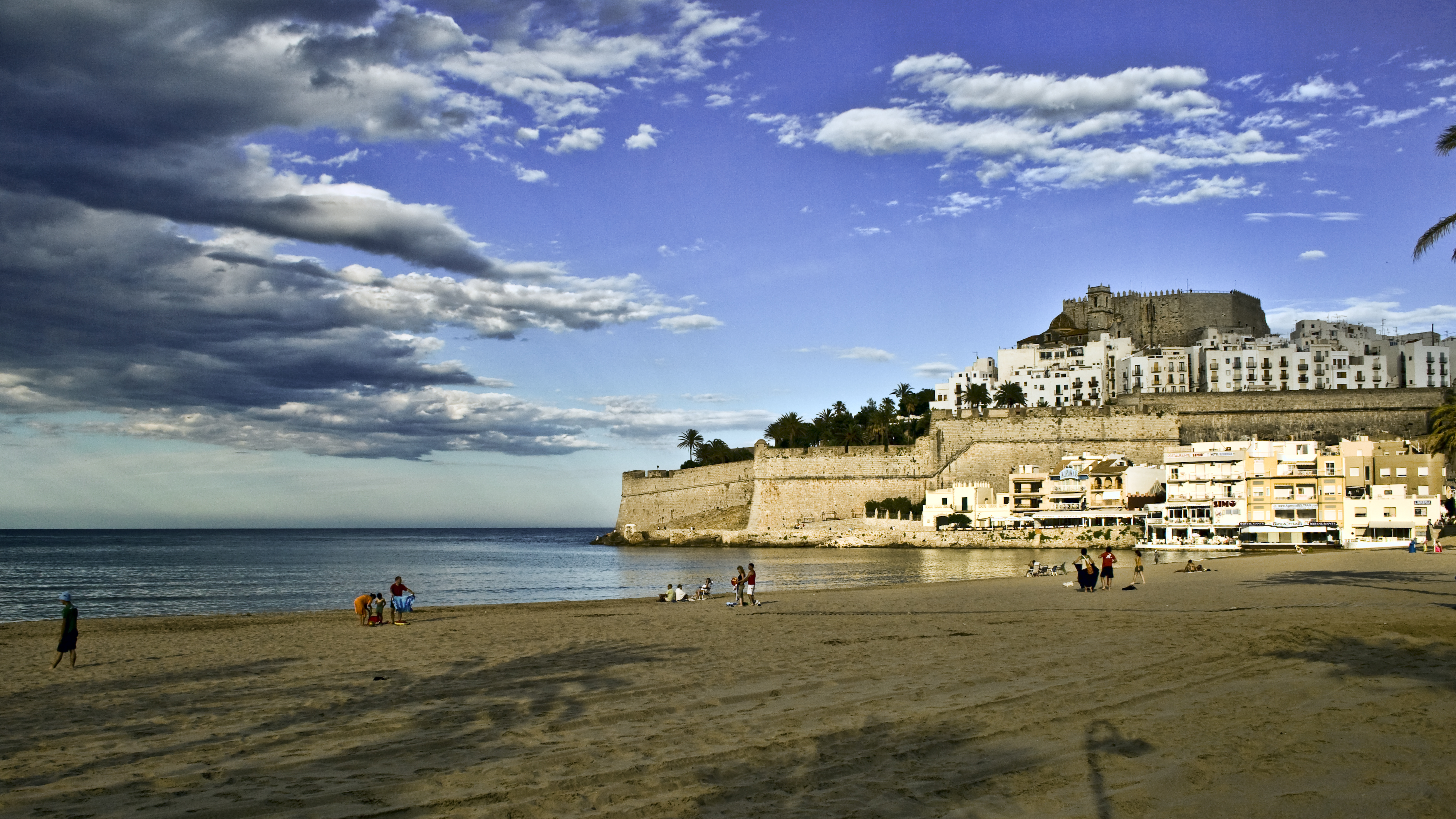
Vista del conjunt del nucli antic des de la platja
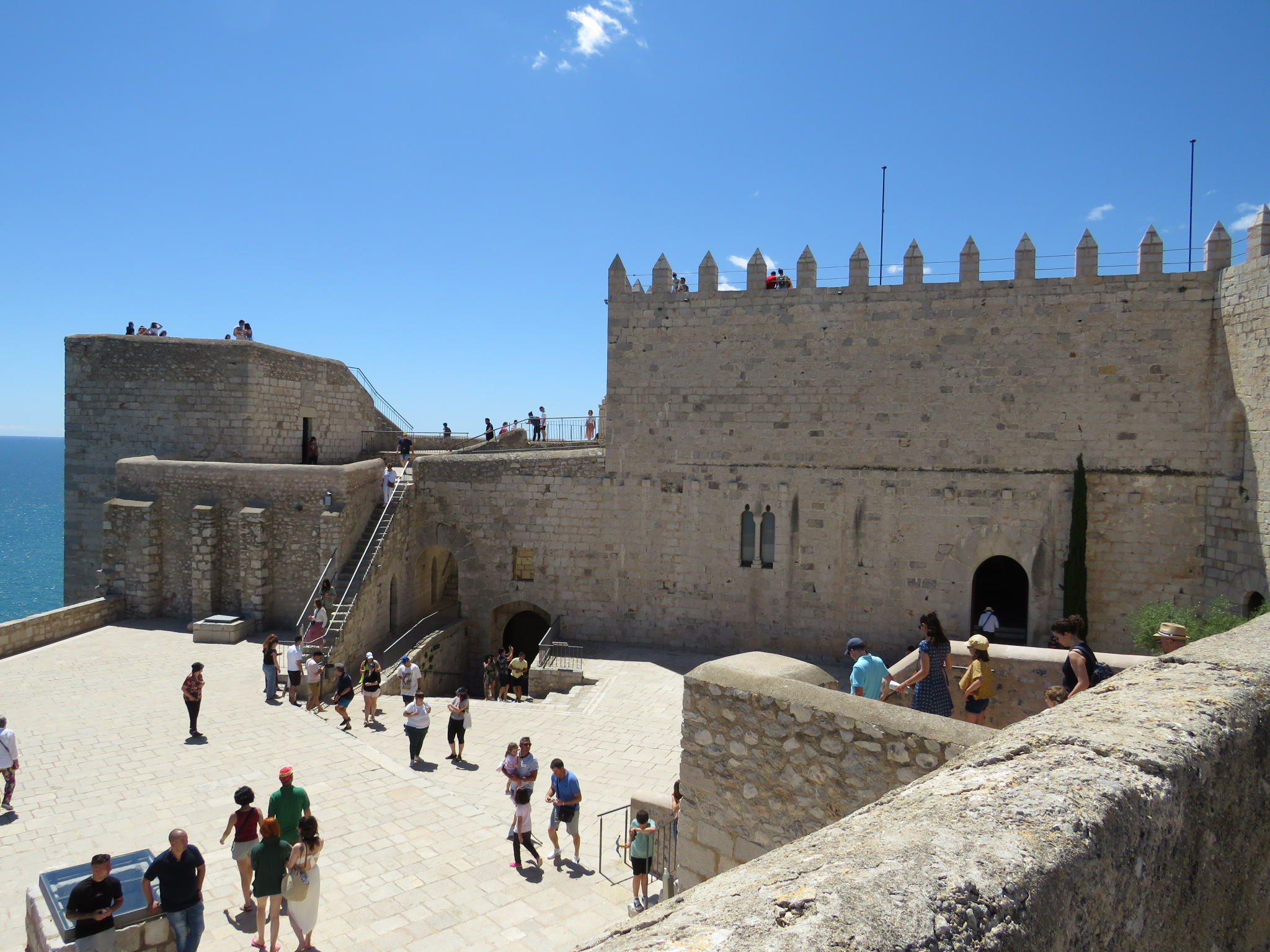
Pati d'armes i palau pontifici
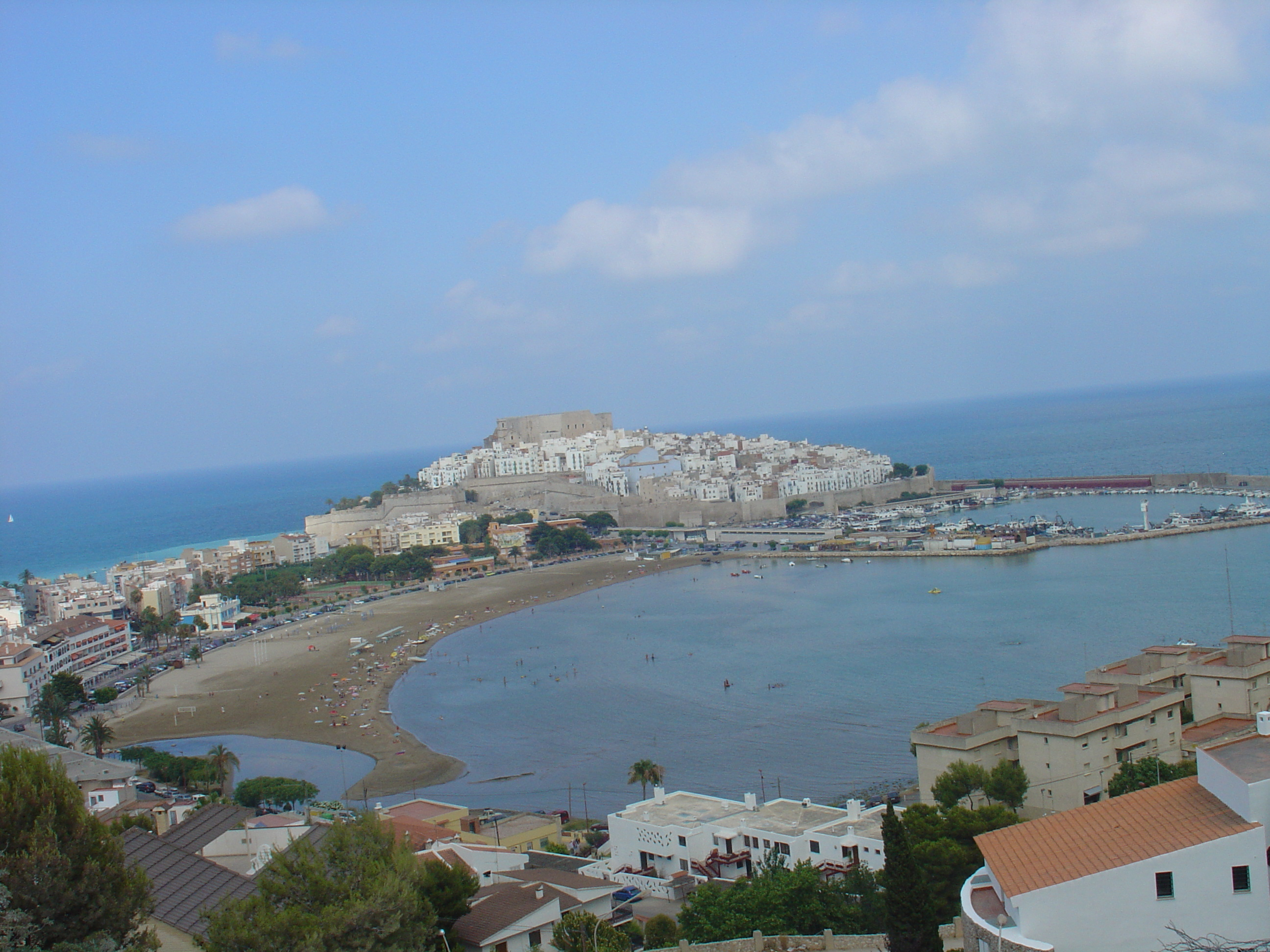
Vista general des del sud
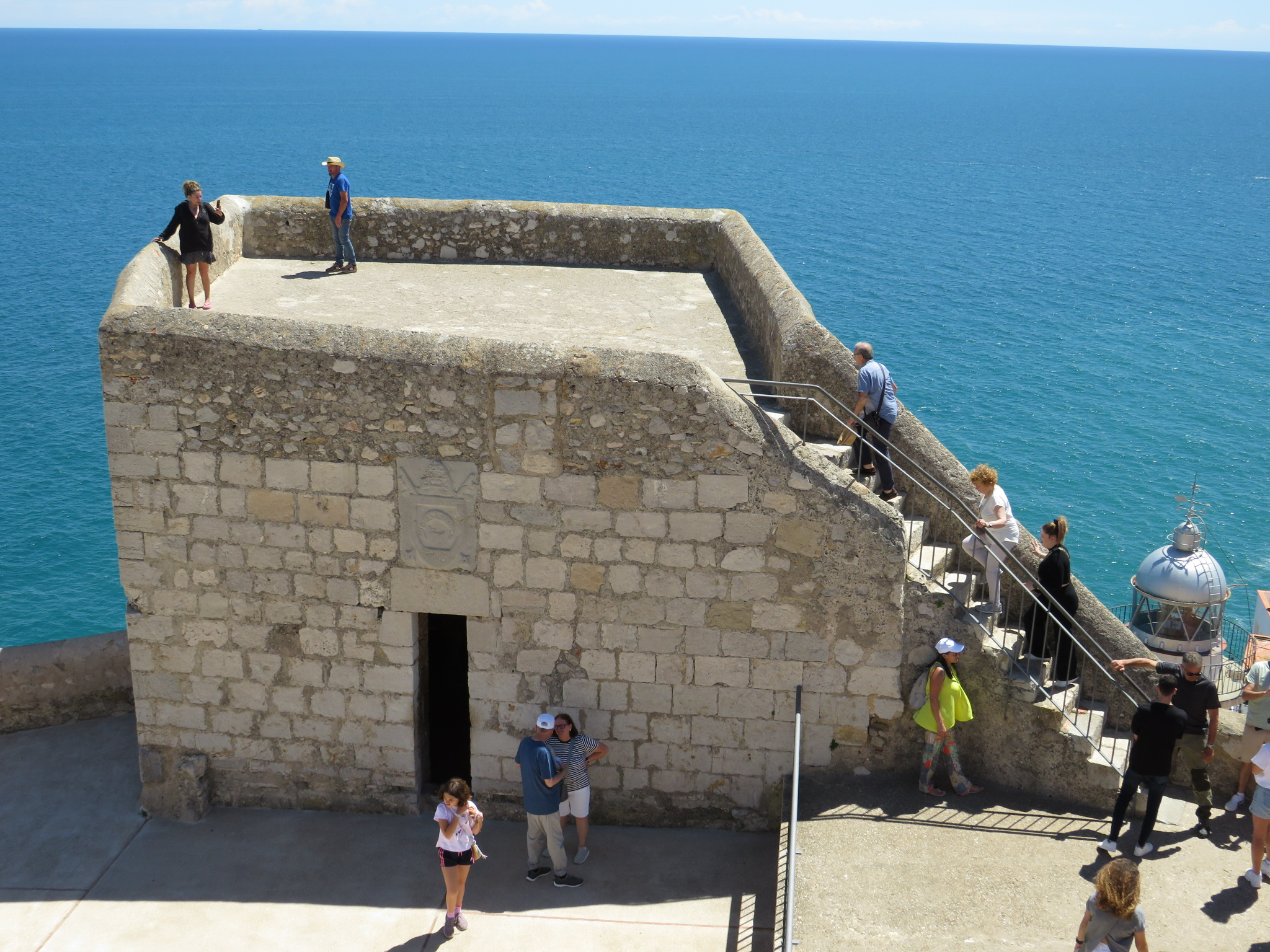
Estudi privat de Benet XIII
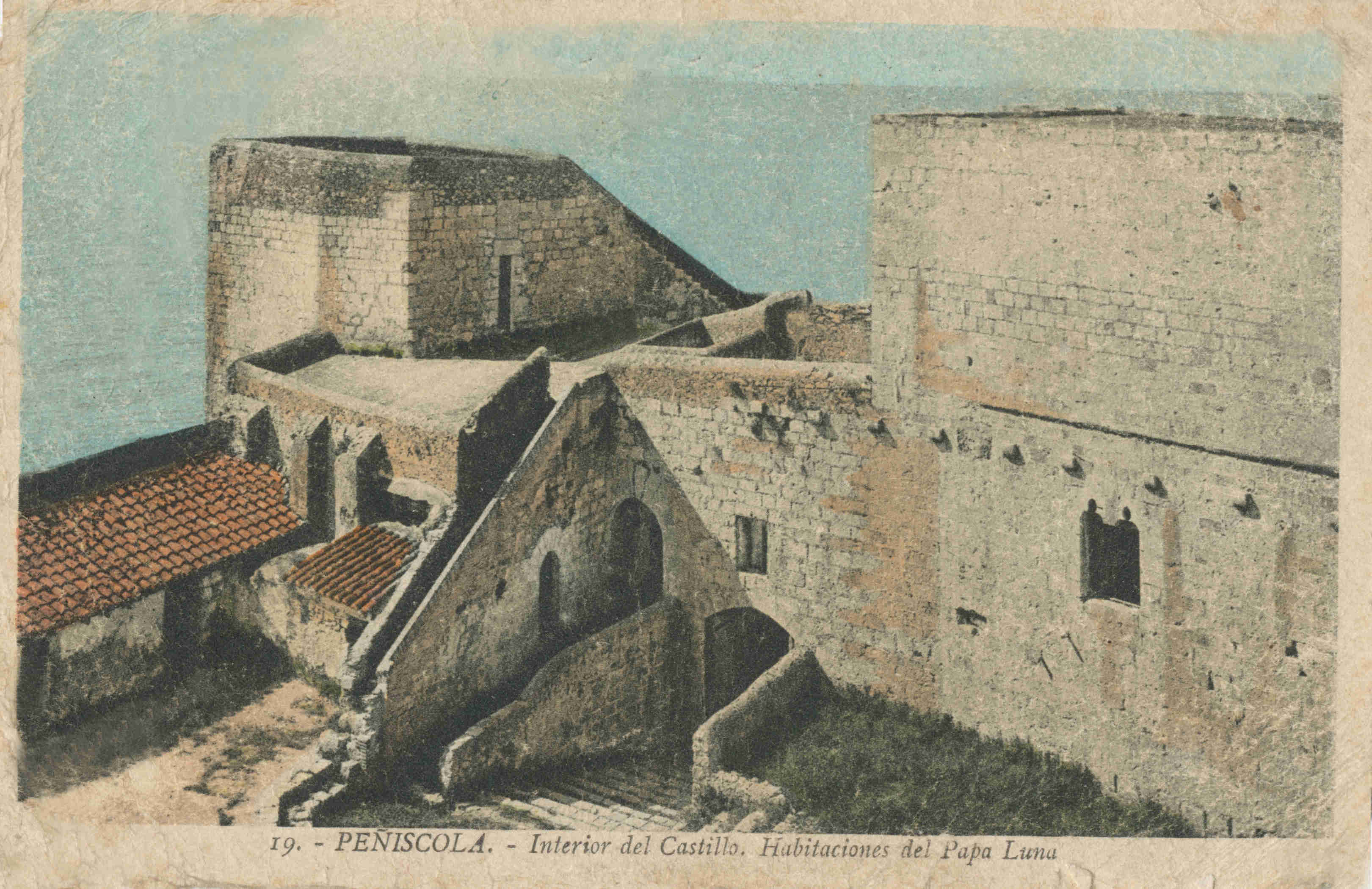
Palau pontifici (1930)
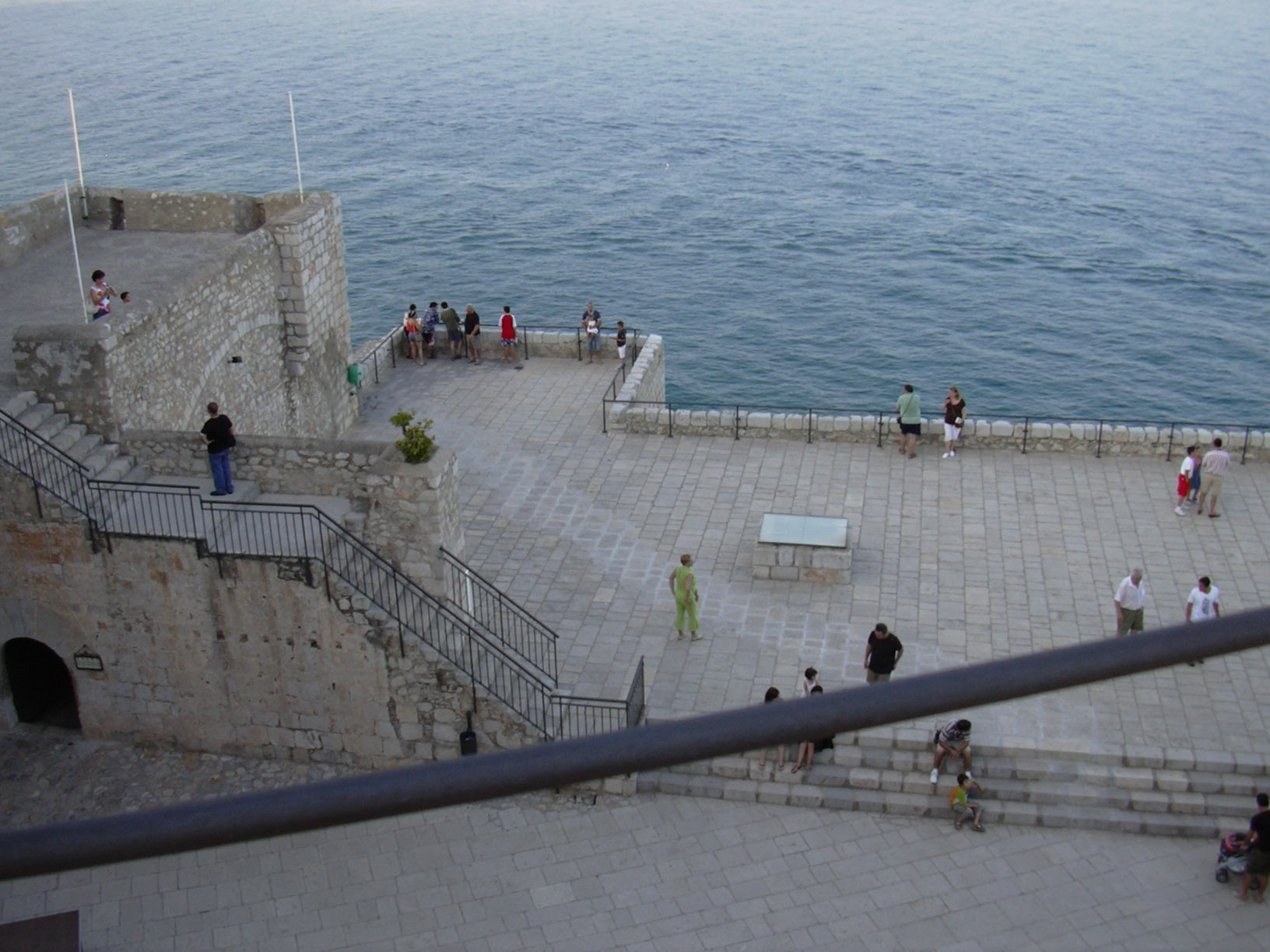
Pati d'armes vers l'est
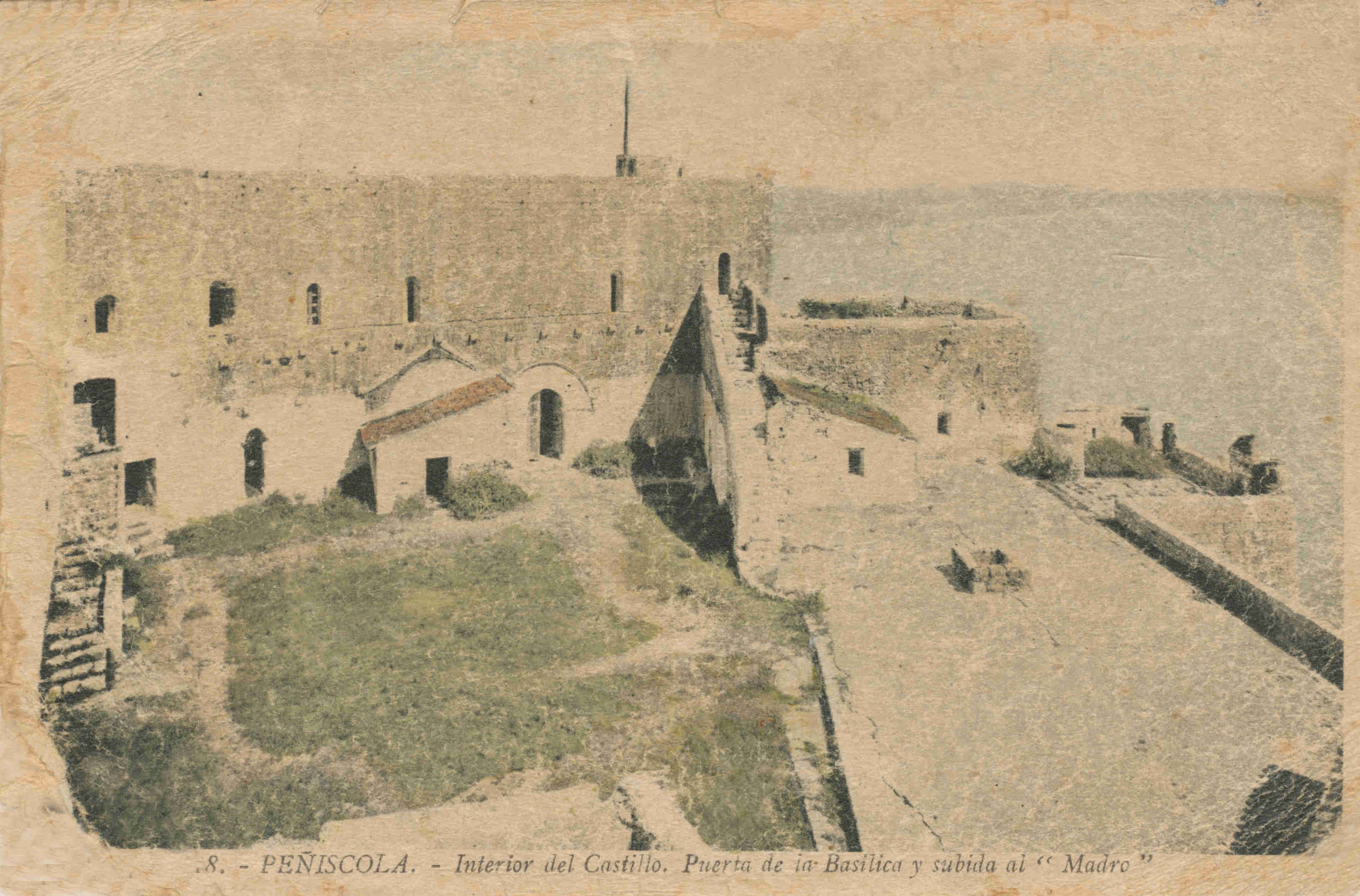
Pati d'armes vers l'est (1930)
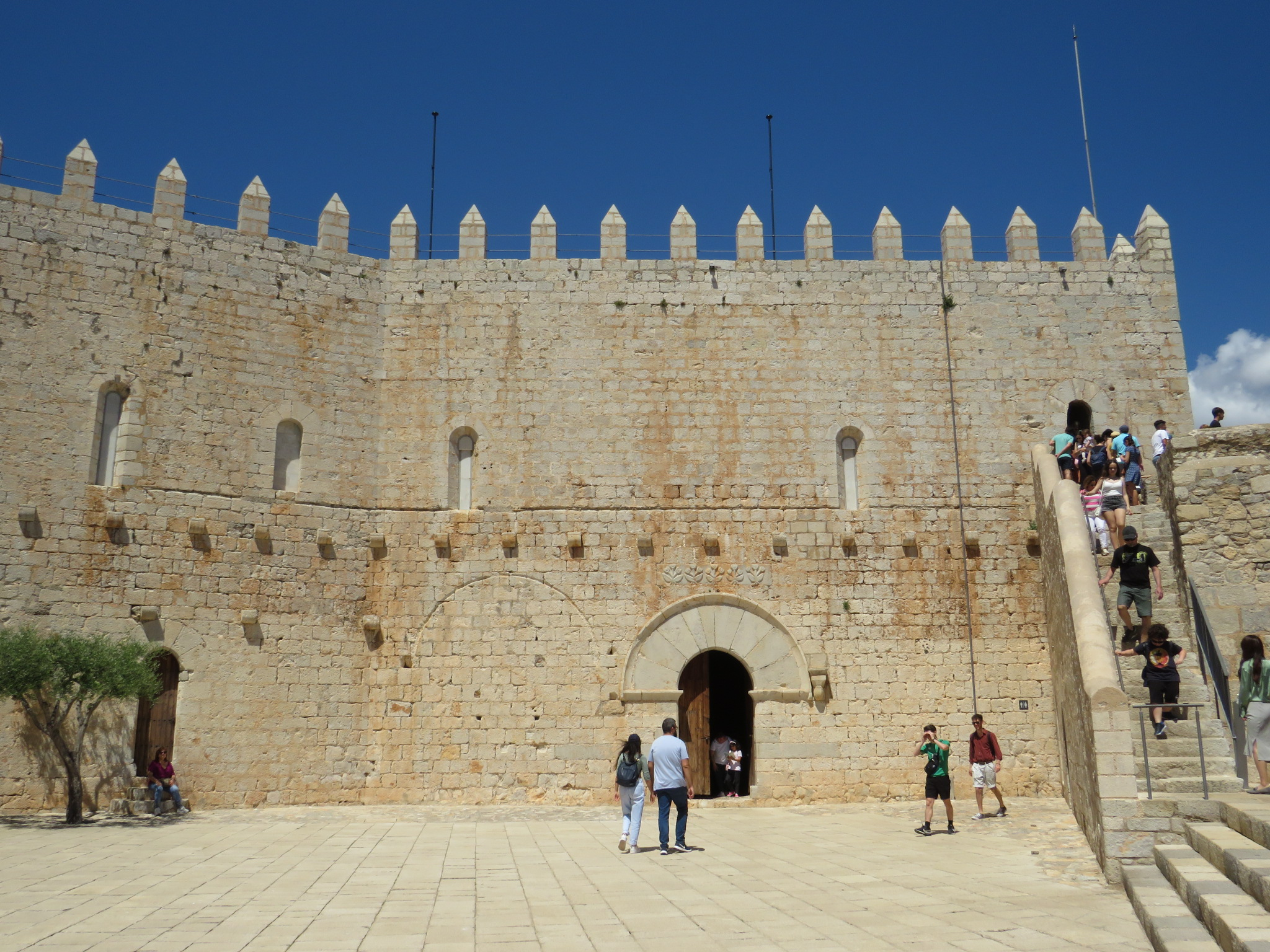
Façana de la capella
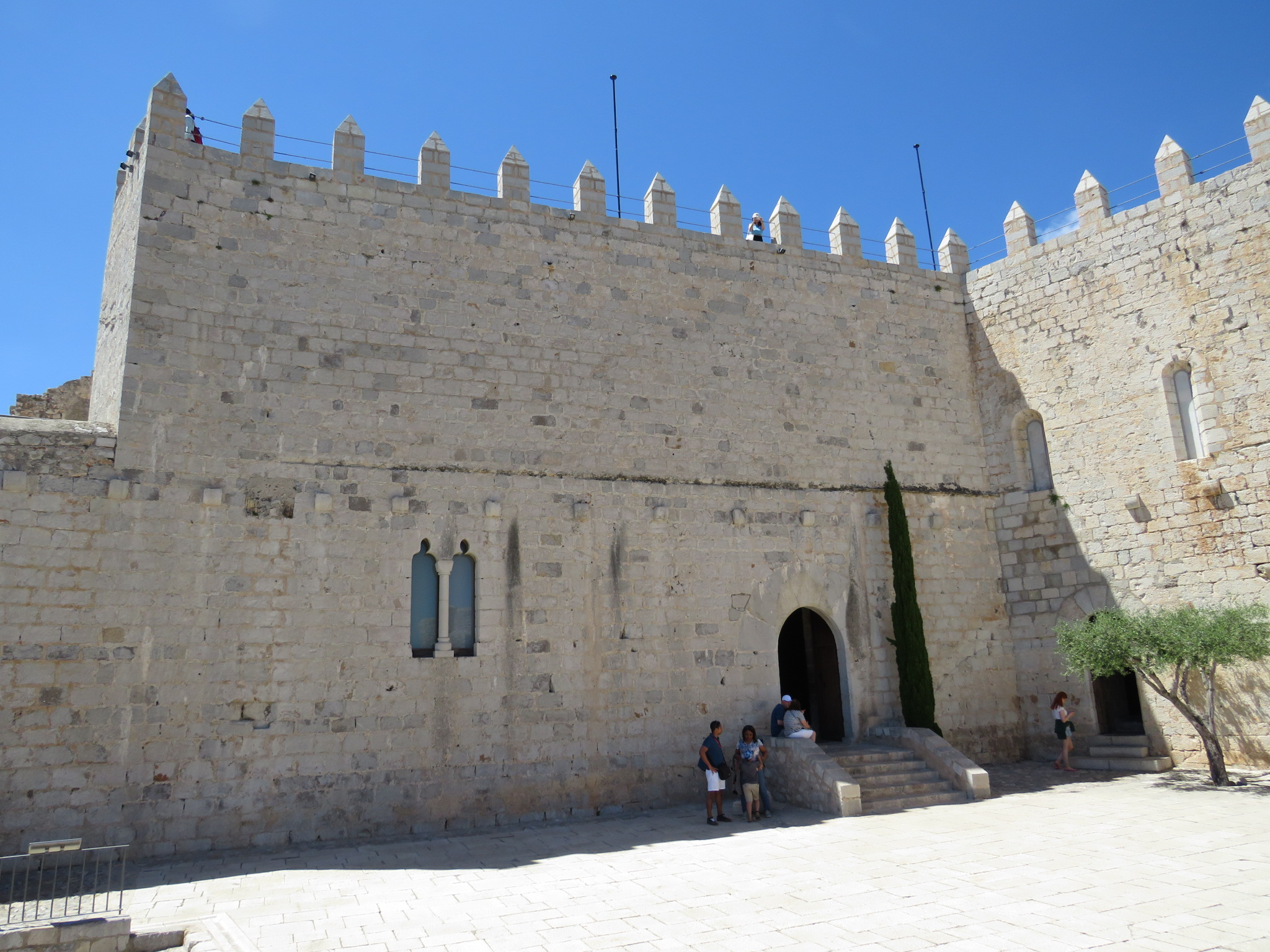
Façana de la sala del Comanador
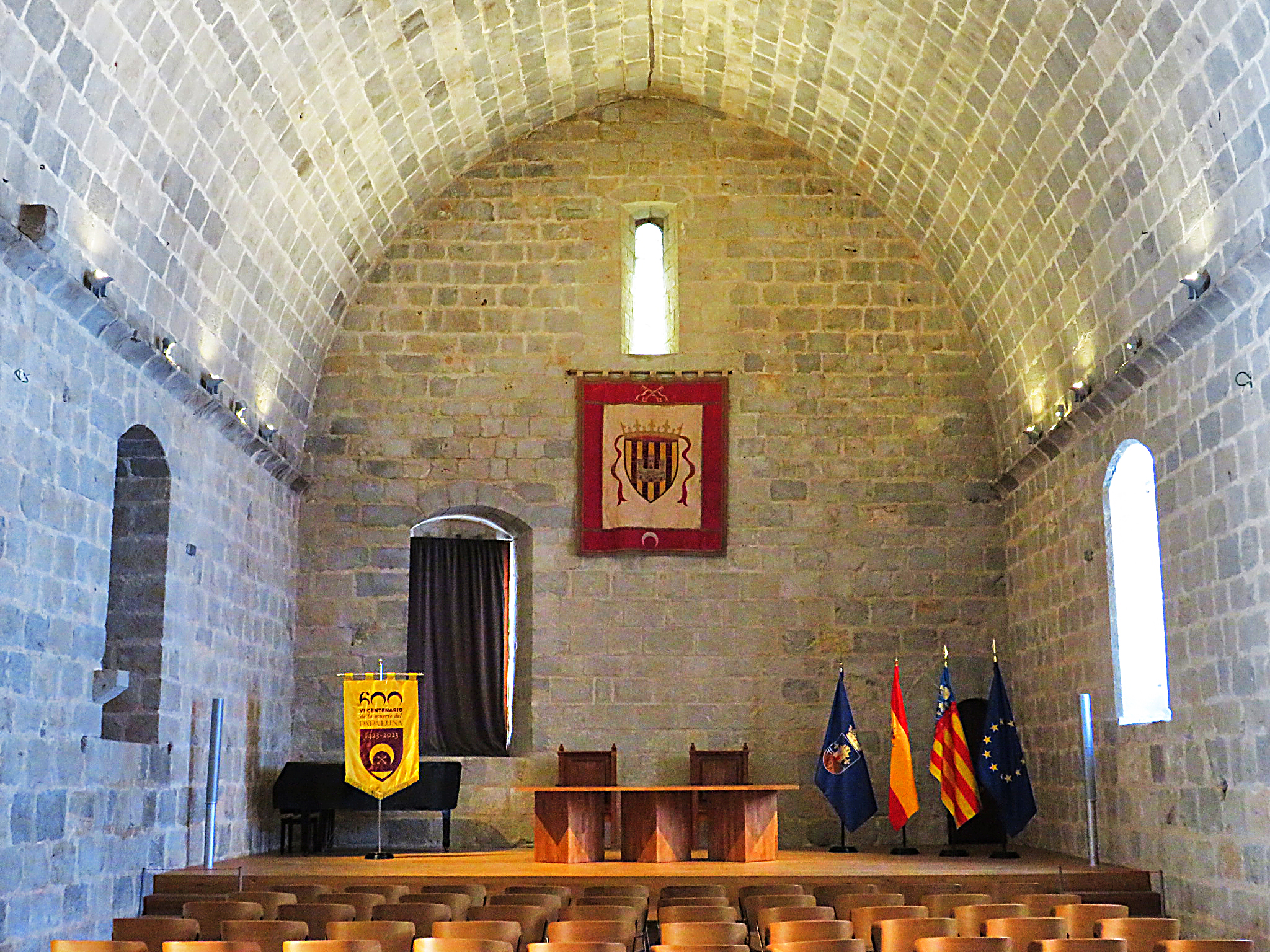
Sala del Comanador
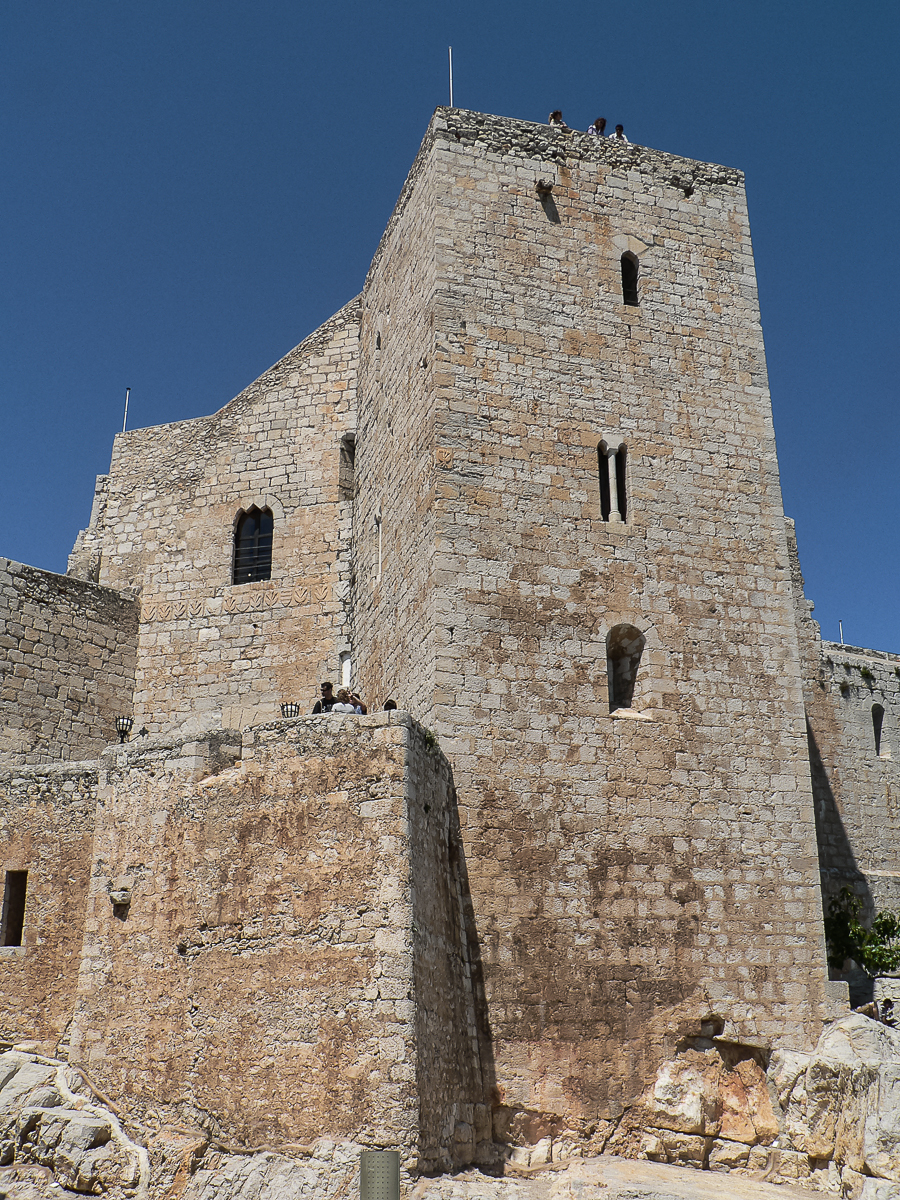
Torre del castell
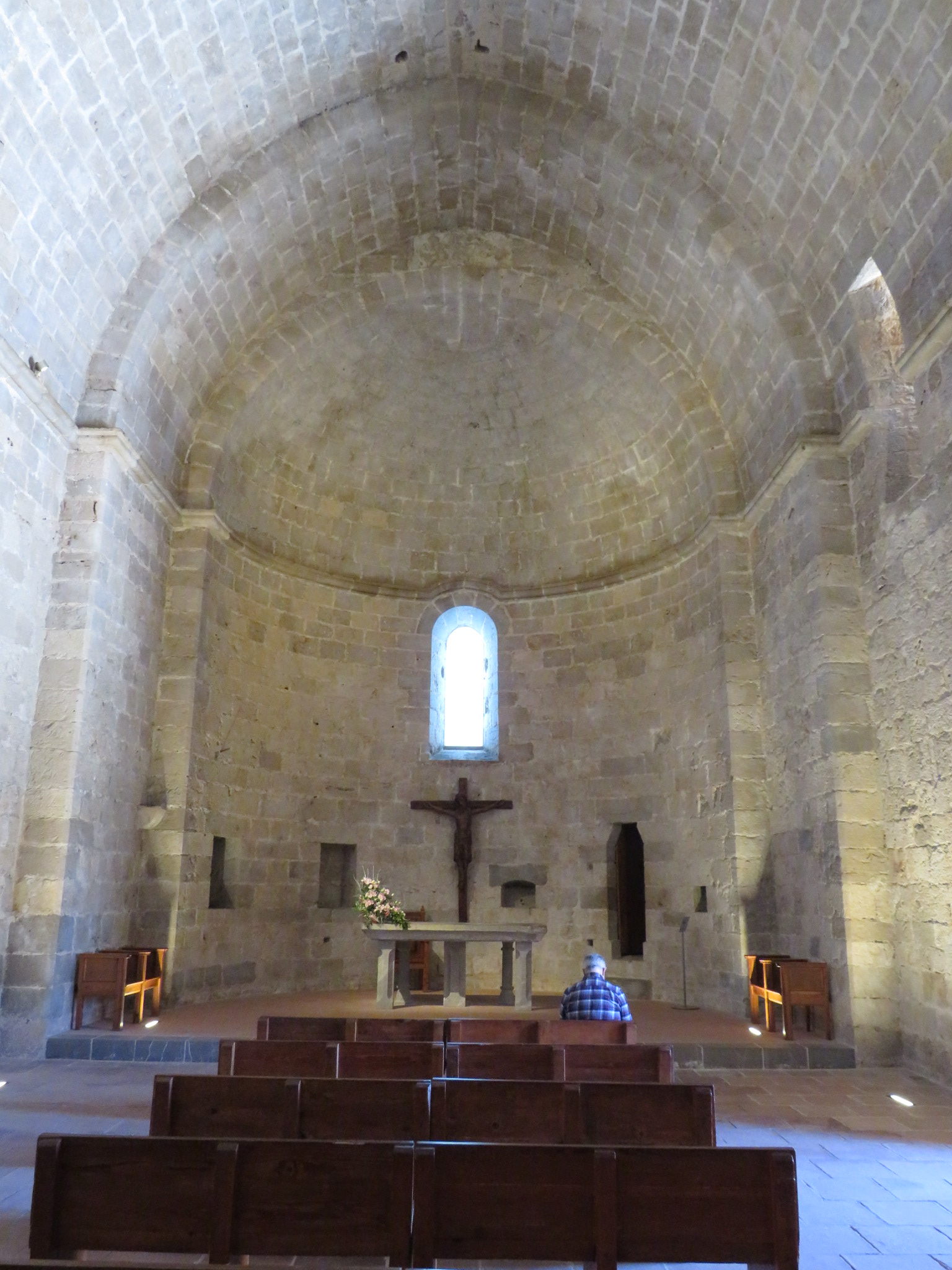
Absis de la capella